# 野間千代三
野間 千代三（のま ちよぞう、1919年6月28日 - 1977年1月26日）は、日本の衆議院議員である。日本社会党所属。

## 経歴
神奈川県橘樹郡町田村大字矢向(現在の横浜市鶴見区矢向)に生まれる。幼い時から激しい農事労働を続け、小学校を卒業する。貧しかったので進学できず、東芝鶴見工場に就職し、技能者養成所に学ぶも少年時代からの過酷な労働が災いし、肺浸潤にかかり退職する。再び農家を手伝いながら、闘病生活をつづけ、夜はむさぼるように読書に励む。石川啄木、斎藤茂吉から始まって、西田幾太郎の哲学まで及んだ。病が癒えると、国鉄に就職し、24年間勤める。その間に国鉄大井工場の労組づくりをして以来組合活動を続けて国鉄労働組合地方本部委員長などを務め、1963年（昭和38年）に第30回衆議院議員総選挙で神奈川県第1区で立候補し初当選した。1969年（昭和44年）まで衆議院議員を務めた。
1977年1月26日に、胃がんのため死去した。民俗学者小泉和子は姪。